# LEGO Serious Play

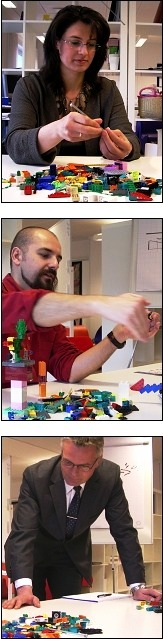
Svolgimento di attività di LEGO serious play

LEGO serious play è un metodo finalizzato a sviluppare il pensiero, la comunicazione e la risoluzione di problemi complessi di gestione aziendale attraverso l'impiego del gioco di costruzioni LEGO. L'obiettivo è quello di favorire il pensiero creativo attraverso attività di team building basate sull'utilizzo di mattoncini LEGO per creare metafore della propria identità organizzativa e delle proprie esperienze. I partecipanti lavorano attraverso scenari immaginari utilizzando i mattoncini LEGO, per questo motivo questo tipo di attività viene definito "gioco serio".
Il metodo è descritto come "un processo appassionato e pratico per costruire fiducia, impegno e comprensione". L'approccio si basa sull'idea che un apprendimento che coinvolga l'uso di attività mentali e manuali produca una comprensione più profonda e maggiormente significativa del mondo e delle sue possibilità, sostenendo che i partecipanti sviluppino le capacità di comunicare in modo più efficace, di far ricorso alla propria immaginazione più facilmente e di affrontare il proprio lavoro con maggiore fiducia, impegno e intuizione. La Metodologia LEGO serious play è uno dei più famosi metodi di facilitazione basati sul "gioco serio".

## Storia
A metà degli anni novanta, la Lego subì una flessione delle vendite a seguito dei cambiamenti originati dal successo di nuove forme di gioco per i bambini come i videogiochi. Al fine di arginare e risolvere il problema venne ipotizzato che bisognasse introdurre cambiamenti di strategia implementando nel processo decisionale del management nuovi strumenti e metodologie abbandonando i vecchi metodi. Chiamati dalla Lego come consulenti, Johan Roos e Bart Victor, due professori universitari svizzeri, idearono il concetto e il metodo del gioco serio al fine di consentire ai manager di approcciare e sviluppare in maniera diverse le loro attività. 
Il fondamento concettuale di gioco serio combina idee dal costruttivismo, la sua versione successiva costruzionismo, dalla teoria del sistema complesso adattivo di John Henry Holland, e dall'epistemologia aziendale autopoietica applicate all'ambito della gestione e delle organizzazioni. La fondazione empirica del concetto di gioco serio deriva da esperimenti di Roos e Victor con team di leadership in Tetra Pak, Hydro Aluminium, TFL e durante un programma dell'IMD per i primi 300 dirigenti del Gruppo LEGO. Hanno presentato le loro prime idee in un breve articolo pubblicato da IMD nel 1998 dal titolo In Search for Original Strategies: How About Some Serious Play? e nell'articolo del 1999 Towards Model of Strategy Making as Serious Play, pubblicato dallo European Management Journal. Nel 2004 la rivista Long-Range Planning ha pubblicato il loro articolo Playing Seriously with Strategy (co-autorato da Matt Statler), che funge da fondamenta per il concetto e la pratica della Metodologia LEGO serious play.
Inizialmente il proprietario del Gruppo LEGO, Kjeld Kirk Kristiansen, era titubante, ma dopo aver visto i primi risultati degli esperimenti si convinse del valore delle idee di Roos e Victor e decise di incoraggiarne e sponsorizzarne un'applicazione commerciale. Come primo passo si assicurò che Roos e Victor potessero usare il talento del designer Paul H. Howells, dipendente della filiale del Gruppo LEGO nel Regno Unito. Questi fatti portarono alla costituzione della società Executive Discovery, acquisita nel 2004 dal Gruppo LEGO.
Per i primi anni Bart Victor guidò i processi di sviluppo del prodotto e commercializzazione del gioco serio attraverso la Executive Discovery, con la quale invitò Robert Rasmussen del Gruppo LEGO e Dave Owens dell'Università Vanderbilt a contribuire a portare il primo prodotto sul mercato. La prima applicazione della Metodologia LEGO serious play è stata chiamata Real-Time Strategy e si basa sui concetti di identità (identity), contesto (landscape) e semplici principi guida (simple guiding principles), sviluppati da Johan Roos nel suo libro del 1999 The Next Common Sense (scritto con Michael Lissack). Successivamente, il team di Executive Discovery sviluppò e commercializzò diverse altre applicazioni LSP. Negli anni successivi, LEGO serious play è stato sviluppato in un metodo di consulenza utilizzato da società diverse dal Gruppo LEGO, tra cui Daimler Chrysler, Roche Pharmaceutical, SABMiller, Tupperware, Nokia e Orange. È stato utilizzato anche da organizzazioni non a scopo di lucro e gruppi di organizzazioni non governative (ad esempio, SOS Villaggi dei Bambini), così come in ambito governativo (ad esempio dall'Ufficio Danese per i Brevetti e Marchi e dall'Agenzia Danese per la Gestione Governativa sotto il Ministero delle Finanze).
Rasmussen, all'epoca capo della divisione Educational di Lego, venne incaricato nel 1998 dall'azienda di sviluppare un metodo per l'idea proposta da due professori svizzeri i quali erano stati incaricati dalla Lego per una consulenza sulla leadership. Rasmussen mise a punto un metodo che permetteva ai dirigenti d'azienda di sviluppare, attraverso una guida che indica i compiti e pone domande che approfondiscono sviluppano un argomento; in questo contesto ogni partecipante deve costruire un proprio modello impiegando i giocattoli della Lego che rappresenti una risposta alle domande; i modelli realizzati, saranno poi la base per una discussione con il gruppo di partecipanti permettendo lo sviluppo del pensiero, della comunicazione e infine la risoluzione di problemi complessi.
Johan Roos decise di sviluppare ulteriormente l'idea di giocare seriamente nelle organizzazioni. Incoraggiato da una donazione iniziale di Kristiansen e del Gruppo LEGO nel 2000, si dimise dalla sua cattedra presso l'International Institute for Management Development per costituire la Imagination Lab Foundation, organizzazione senza scopo di lucro. La fondazione non è affiliata in alcun modo al Gruppo LEGO o a Executive Discovery.
Nel corso degli anni successivi, Roos guidò la ricerca teorica e clinica svolta da un team di studiosi con background in filosofia, antropologia, sociologia, psicologia, musica e discipline di gestione. Durante la sua guida, la fondazione ricevette più di 13 milioni di franchi in donazioni da grandi aziende, tra cui Gruppo LEGO, Microsoft, EMC, Firmenich, Nokia e Orange, sperimentando le proprie teorie con circa 1.500 manager in svariate organizzazioni. Imagination Lab ha pubblicato una serie di articoli e di pubblicazioni brevi che riportano i risultati della ricerca e discutono le idee basate sul gioco serio. Nel 2006 Roos ha istituito il premio annuale Imagination Lab Award for Innovative Scholarship in collaborazione con la European Academy of Management (EURAM).
Nel 2006, Palgrave Macmillan ha pubblicato il libro di Roos Thinking from Within, che sintetizza un decennio di ricerca concettuale e applicata su processi simili al gioco serio che usano un'ampia varietà di materiali in aggiunta ai mattoncini LEGO. In questo libro, Roos introduce inoltre idee e processi tipici dello psicodramma, della virtuosità collettiva e della saggezza pratica, che vanno al di là delle idee iniziali di gioco serio, da cui la nozione di pensiero "dal di dentro" (from within).
Nel 2009, il metodo è stato ulteriormente sviluppato per l'uso nelle scuole. Gli insegnanti sono formati per usarlo con gli studenti a partire dai 6 anni di età. Gli obiettivi sono gli stessi: favorire il pensiero creativo e il lavoro di squadra, con particolare attenzione al facilitare un processo che consenta una riflessione più profonda e un dialogo costruttivo.
Il metodo è stato anche adattato per l'uso nei cicli di istruzione superiore come strumento per l'insegnamento e l'apprendimento, la ricerca e l'ideazione (Nolan 2009).
La ricerca e le sperimentazioni hanno portato ad un metodo derivato per le Legoviews, interviste a quattr'occhi basate sull'LSP, che è stato sviluppato nel 2011 da Patrizia Bertini e ampiamente testato in diversi ambienti, quali Palestina, Israele, Occupy London, con registi, artisti, attivisti. La maggior parte delle interviste sono pubblicate sul London Progressive Journal
Nel 2010, il Gruppo LEGO ha deciso di passare da una comunità di tipo privato ad una gestione open source, pubblicando la metodologia sotto una licenza Creative Commons
Il laboratorio webatelier.net della Università della Svizzera italiana, con la collaborazione metodologica di Trivioquadrivio, ha ulteriormente sviluppato la metodologia con lo sviluppo di un modulo ad hoc, pubblicando nel 2011 URL - User Requirements with LEGO (sotto la licenza Creative Commons).

## Concetti base
I concetti base dell'LSP si basano su tre aree di ricerca e sviluppo:
- Gioco: Il gioco è definito come un'attività limitata, strutturata e volontaria che coinvolge l'immaginario. Si tratta cioè di un'attività limitata nel tempo e nello spazio, strutturata secondo determinate regole, convenzioni o accordi tra i giocatori, non forzata da figure autoritarie, svolta attingendo a elementi di fantasia e di immaginazione creativa.
- Costruttivismo e Costruzionismo: Alla base della Metodologia LEGO serious play vi sono le idee di Seymour Papert, che ha costruito a sua volta le proprie teorie su quelle del collega Jean Piaget, il quale ha sostenuto che l'apprendimento si realizza particolarmente bene quando le persone sono impegnate nella costruzione di un prodotto, qualcosa di esterno a se stessi, come un castello di sabbia, una macchina, un programma per computer o un libro.
- Immaginazione: Nel corso della storia, al termine "immaginazione" sono state date molte connotazioni culturali e linguistiche diverse. Mentre tutti condividono l'idea di base che gli esseri umani hanno una capacità unica di "formare immagini" o di "immaginare" qualcosa, la varietà di usi del termine "immaginazione" non implica uno, ma almeno tre significati: per descrivere qualcosa, per creare qualcosa, per sfidare qualcosa. Dal punto di vista della Metodologia LEGO serious play, è l'interazione tra questi tre tipi di immaginazione che compongono l'immaginazione strategica - la fonte di strategie originali nelle aziende.

## LEGO Serious play in Italia
In Italia, la Metodologia LEGO serious play comincia a diffondersi a partire dai primi anni 2000. Fra i primi partner certificati dal Gruppo Lego, la società più attiva è Trivioquadrivio, che inizia a praticare LSP in italiano dal 2003, nel 2005 viene premiata dal Gruppo LEGO come "Partner of the Year", nel 2011 collabora con Università della Svizzera italiana (Università di Lugano, Svizzera) alla ricerca su un nuovo modulo di facilitazione orientato alla progettazione web,  nel 2012 pubblica - a firma del suo fondatore Leonardo Previ - un testo dedicato a LSP che prende il "titolo-slogan" (qui usato per la prima volta in Italia) di Pensare con le mani  all'interno del volume Lego Story  (Egea) e, tra il 2013 e il 2015, partecipa al progetto di educazione della comunità europea Edison Entrepreneurship, progettando per esso uno sviluppo della metodologia LSP orientato all'alfabetizzazione all'imprenditorialità degli studenti delle scuole medie di tutta Europa. Infine, dopo 13 anni di lavoro e ricerca in italiano con LEGO serious play per la committenza di molteplici imprese, dal 2015 - facendo seguito alla liberalizzazione da parte di Lego avvenuta nel 2010 della Metodologia, in ragione della quale il Gruppo LEGO ha eliminato sia i corsi di certificazione che i costi di licenza per utilizzare la Metodologia -  Trivioquadrivio offre esperienze e corsi train-the-trainer grazie alla piattaforma Serious Play Italia. I corsi sono orientati a impadronirsi dei presupposti metodologici della Metodologia LEGO serious play in base all'approccio messo a punto workshop dopo workshop da Trivioquadrivio dal 2003 a oggi.
Sempre in Italia, nel 2016 e in seguito all'autorizzazione di Robert Rasmussen, i corsi e i materiali sviluppati da quest'ultimo e da Per Kristiansen, ovvero l'approccio "4 step Core Process and the seven Application Techniques", sono tradotti in italiano dalla community LSP Mediterraneo. Nell'ottobre dello stesso anno i facilitatori di Cocoon Projects organizzano a Milano la prima LSP Fest.